# Анадирське плоскогір'я
Анади́рське плоскогі́р'я (рос. Анадырское нагорье) — плоскогір'я у північно-східній Азії, розташоване між Чукотським нагір'ям на півночі та північним кінцем Колимського хребта на півдні. У межах Чукотського автономного округу, Росія.

## Географія
Анадирське нагір'я - один із двох основних гірських районів Чукотського автономного округу. Гірські хребти середньої висоти тягнуться приблизно у напрямку WNW/ESE майже на всьому протязі та SW/NE на півдні. Нагір’я обмежено Чаунською низовиною на півночі, Анадирською низовиною на південному сході, Колимськими горами на південному заході та Колимською низовиною, де тече річка Колима, на заході.
Головними річками що мають витоки на нагір'ї є: Анадир, Юрумкувеєм, Великий Анюй і Малий Анюй, що течуть на захід по обидва боки хребта Анюй. Енмиваам витікає на південь з озера Ельгигитгин, є притокою Юрумкувеєм, річка Чаун тече на північ від північно-західного краю кратерного озера.
- Висота 800—1 000 м, окремі вершини — до 1 200 м.
- Довжина ≈ 400 км.

Є рівниною з окремими ізольованими підняттями округлих обрисів.
Переважає чагарникова і мохово-лишайникова тундра.
Складене базальтами, андезитам, дацитами.

## Хребти другого порядку[3]
- Хребет Тайнікот, найвища точка 1189 м - на крайньому NNW
- Хребет Раучуан, найвища точка гора Біла, 1649 м
- Ілірнейський кряж[en], найвища точка Двух Цирків 1785 м
- Анюйський хребет , найвища точка пік Блохіна[en], 1779 м
- Хребет Нойтен, найвища точка 1551 м
- Чуванський хребет[en], найвища точка гора Чуванаї, 1614 м
- Хребет Кирганай[en], найвища точка 1415 м
- Хребет Пірканай, найвища точка 1616 м
- Хребет Щучий, найвища точка 1185 м
- Хребет Осинів, найвища точка 1225 м